# Husice rudohlavá
Husice rudohlavá (Chloephaga rubidiceps) je pták z čeledi kachnovitých, který, jak napovídá i jeho jméno, má červenohnědou hlavu s bílým kroužkem kolem očí. Ramena a prsa jsou černo-světle pruhovaná a od ramen pruhování přechází do šedě opeřené zádi. Hmotnost se pohybuje kolem 2 kg.

## Rozšíření
Pevninská populace se rozmnožuje na travnatých pláních Ohňové země (Chile a Argentina), jihu argentinské provincie Santa Cruz a zimuje na jihu provincie Buenos Aires. Dále existují i stálé falklandské populace. Zatímco falklandská není ohrožená, pevninská populace husice rudokrké utrpěla značný pokles. Celkový stav tohoto druhu je odhadován na 34 000 – 82 000 jedinců, ale celkový trend klesá. V ČR chová husici rudohlavou Zoo Plzeň a Zoo Tábor.

## Ekologie
Husice rudohlavá se většinou sdružuje v hejnech, často společně s husicí magellanskou a husicí rudoprsou. Obývá otevřenou krajinu, především pobřežní travnaté pláně. Tyto husice zřídka kdy plavou, dávají přednost pastvě na loukách a zemědělské půdě. Živí se kořeny, listy, stonky, semeny trav a ostřicemi. Na Falklandách hnízdí od konce září do začátku listopadu. V Ohňové zemi byla hnízda zaznamenána až do ledna. Hnízdo si staví mezi trsy trávy a do něj klade 4 – 11 vajec s délkou inkubace 29 – 30 dní.

## Hrozby
V roce 1960 byla husice rudohlavá v Argentině prohlášena za škůdce, protože se předpokládalo, že se živí zemědělskými plodinami jako pšenice a kukuřice a také konkuruje ovcím a dobytku ve spásání trávy. Z tohoto důvodu byly husice pronásledovány a úbytek pevninské populace byl značný. V roce 1951 k úbytku přispěla také introdukce psa argentinského, který pustošil husí hnízda, a tím byla populace dohnána až na pokraj vyhynutí. Další příčiny úbytku mohou být otravy zemědělskými chemikáliemi a lov pro zábavu.
Organizací Wetlands International byly započaty tři projekty na ochranu husice rudohlavé v Chile a Argentině, s podporou Úmluvy o ochraně stěhovavých druhů volně žijících živočichů. Byl vytvořen akční plán, který zahrnoval aktualizaci informací týkajících se početnosti populace, rozšíření a zahájení intenzivní osvětové kampaně. Dále byla vytvořena rezervace v ústí řeky San Juan, která je důležitým hnízdištěm pro tohoto ptáka.